# Louis Stanislas Faivre-Duffer
Louis Stanislas Faivre-Duffer, né le 17 avril 1818 à Nancy et mort le 4 février 1897 dans le 8e arrondissement de Paris, est un artiste peintre français.

## Biographie
Louis Stanislas Faivre-Duffer étudie à l'école nationale des beaux-arts de Lyon de 1830 à 1836 et a pour maîtres Victor Orsel et Hippolyte Flandrin.
Il a fait le voyage à Rome. Ses débuts dans les Salons se font au Salon de Lyon en 1836 où il expose L’enfant prodigue. Il expose au Salon de Paris dès 1847 et est présent à l’exposition universelle de 1855. Il obtient la médaille de troisième classe en 1851 puis un rappel de médaille en 1861. Son travail est fort reconnu au château d’Anet où il travaille sur des peintures décoratives à partir de 1873.
Il pratique la peinture à l'huile, l'aquarelle, le pastel et réalise des miniatures.

## Œuvres

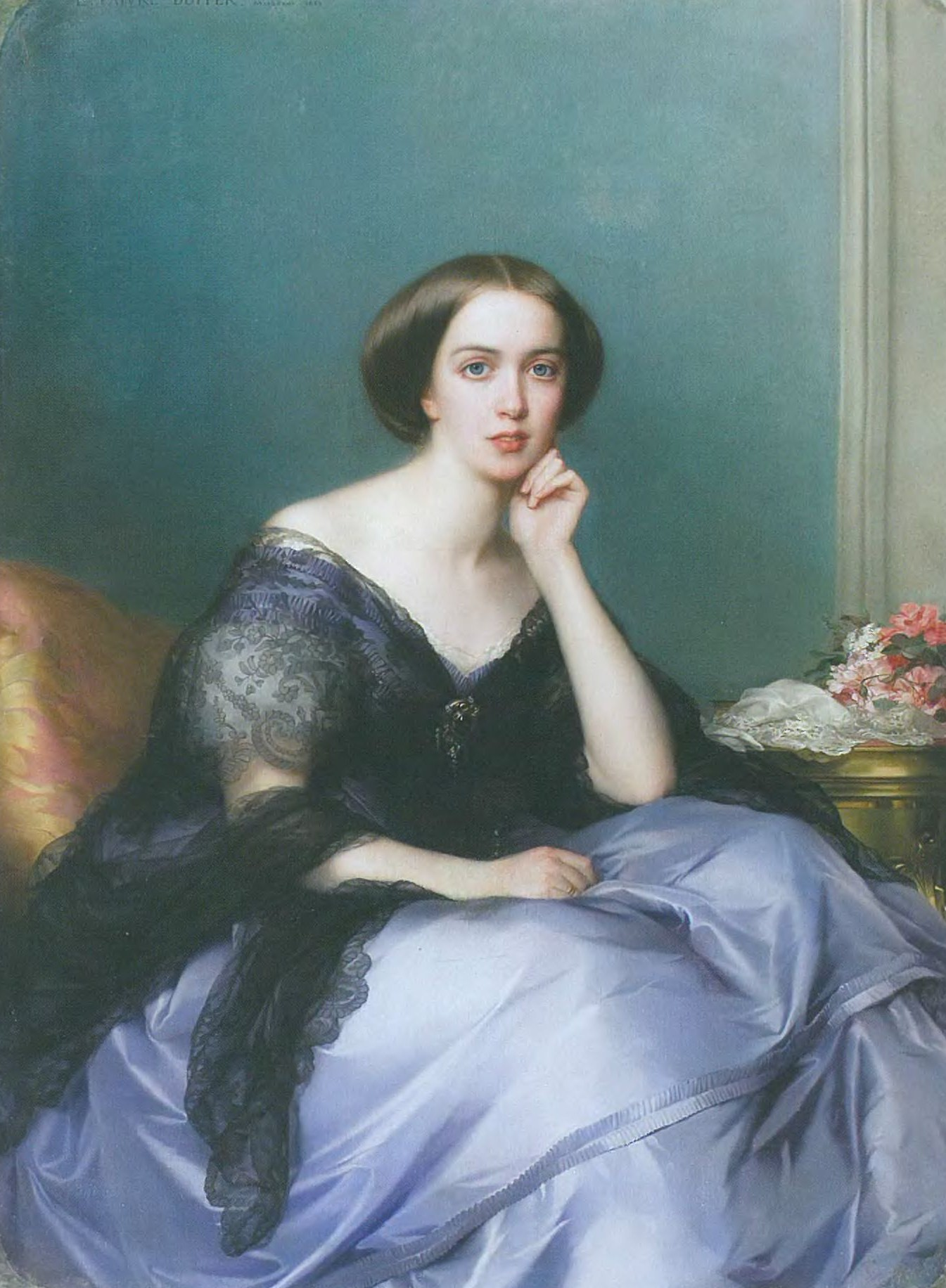
Louis Stanislas Faivre-Duffer :
Portrait d'une jeune femme (1858)

- Étude de femme nue, huile sur toile, musée des beaux-arts de Lyon[3] ;
- Portrait de Jules Cantini, huile sur bois, 1873, musée Cantini[4] ;
- Portrait de Madame Cantini, huile sur bois, 1888, musée Cantini[5] ;
- Tête de jeune homme, d'après Francesco Raibolini, huile sur toile, musée des beaux-arts de Lyon[6] ;
- Adam et Eve, copie de Raphaël, huile sur toile, musée des beaux-arts de Lyon[7] ;
- L'Astronomie, copie de Raphaël, huile sur toile, musée des beaux-arts de Lyon[8] ;
- Le Jugement de Marsyas, copie de Raphaël, huile sur toile, musée des beaux-arts de Lyon[9] ;
- Le Jugement de Salomon, copie de Raphaël, huile sur toile, musée des beaux-arts de Lyon[10] ;